# Pałac w Czerńczycach (powiat polkowicki)
Pałac w Czerńczycach – wybudowany w Czerńczycach.

## Położenie
Pałac położony jest w osadzie w Polsce, w województwie dolnośląskim, w powiecie polkowickim, w gminie Grębocice.

## Historia
Obiekt jest częścią zespołu pałacowego, w skład którego wchodzi jeszcze park z XIX w.